# Apărarea Danemarcei
Danemarca are o forță armată compusă din patru unități: Armata Regală, Marina Regală, Forțele Aeriene și Garda Națională.